# Christine Goertz
Christine Goertz (* 17. August 1941 in Braunschweig) ist eine deutsche Politikerin (SPD).
Goertz besuchte die Volksschule und das Gymnasium. Sie absolvierte eine Ausbildung zur Chemotechnikerin. Diesen Beruf übte sie dann in verschiedenen Forschungsinstituten in Braunschweig, Tübingen und Krefeld aus. Seit der Geburt ihres ersten Kindes ist sie Hausfrau, wobei sie drei Jahre Erfahrung als pflegende Angehörige hat.
1989 trat Goertz in die SPD ein. Sie wurde 1990 Vorsitzende der Arbeitsgemeinschaft sozialdemokratischer Frauen im Unterbezirk Augsburg-Land und 1991 Vertreterin der AsF-Schwaben im Bezirksvorstand Schwaben und 1994 Mitglied im AsF-Landesvorstand. 1993 wurde sie Vorstandsmitglied des SPD-Unterbezirks Augsburg-Land. 1996 wurde sie Kreisrätin im Landkreis Augsburg. Mitglied des Bayerischen Landtags war sie von 1994 bis 2003.